# Trena Wilkerson
Trena L. Wilkerson () é uma matemática e educadora matemática estadunidense. É professora de educação matemática no Departamento de Currículo e Instrução da Universidade Baylor, e presidente do National Council of Teachers of Mathematics para o mandato de 2020-2022.

## Formação e carreira
Wilkerson se formou em matemática no Mississippi College, obteve um mestrado em educação matemática pela Southeastern Louisiana University e trabalhou como professora de ensino médio na Louisiana por 18 anos, de 1976 a 1994.
Retornando ao estudo de pós-graduação, obteve um Ph.D. em currículo e instrução em 1994 na University of Southern Mississippi, especializando-se em educação matemática, e tornou-se professora assistente de pesquisa na Universidade do Estado da Luisiana de 1994 a 1999, quando assumiu seu cargo atual em Baylor.